# Dicranomyia staryi
Dicranomyia staryi là một loài ruồi trong họ Limoniidae. Chúng phân bố ở miền Cổ bắc.